# Тапия
Тапията според османското право е документ съответстващ на нотариален акт за земя и/или прилежащата ѝ обичайно друга недвижима собственост.
С тапии се удостоверявали мюлкове и чифлици.
Етимологията е тюркска: думата е родствена на старотюркската дума tapuġ "служба, употреба, робуване" и е изведена от глагола tap- "служа".  Думата изразява неприкосновена частна собственост на/върху мюлк или чифлик, в т.ч. и върху бащиниите на раята и християните.